# Indicazioni di pericolo H
Le indicazioni di pericolo H (Hazard statements), contenute all'interno del Regolamento (CE) n. 1272/2008, rappresentano indicazioni di pericolo relative all'impiego delle sostanze chimiche.
In Italia, l'Istituto Superiore di Sanità ha fatto sue queste indicazioni, redistribuendole in sue pubblicazioni.
Le indicazioni di pericolo H hanno sostituito le frasi R delle precedenti direttive europee  67/548/CEE e 1999/45/CE, abrogate a seguito dell'entrata in vigore del Regolamento (CE) 1272/2008.

## Elenco delle indicazioni di pericolo H

### Pericoli fisici
- H200 – Esplosivo instabile.
- H201 – Esplosivo; pericolo di esplosione di massa.
- H202 – Esplosivo; grave pericolo di proiezione.
- H203 – Esplosivo; pericolo di incendio, di spostamento d'aria o di proiezione.
- H204 – Pericolo di incendio o di proiezione.
- H205 – Pericolo di esplosione di massa in caso d'incendio.
- H206 – Pericolo d'incendio, di spostamento d'aria o di proiezione.
- H207 – Pericolo d'incendio o di proiezione.
- H208 – Pericolo d'incendio.
- H220 – Gas altamente infiammabile.
- H221 – Gas infiammabile.
- H222 – Aerosol altamente infiammabile.
- H223 – Aerosol infiammabile.
- H224 – Liquido e vapori altamente infiammabili.
- H225 – Liquido e vapori facilmente infiammabili.
- H226 – Liquido e vapori infiammabili.
- H227 – Liquido combustibile.
- H228 – Solido infiammabile.
- H229 – Contenitore pressurizzato: può scoppiare se riscaldato.
- H230 – Può esplodere anche in assenza di aria.
- H231 – Può esplodere anche in assenza di aria a pressione e/o temperatura elevata.
- H232 – Spontaneamente infiammabile all'aria.
- H240 – Rischio di esplosione per riscaldamento.
- H241 – Rischio d'incendio o di esplosione per riscaldamento.
- H242 – Rischio d'incendio per riscaldamento.
- H250 – Spontaneamente infiammabile all'aria.
- H251 – Autoriscaldante; può infiammarsi.
- H252 – Autoriscaldante in grandi quantità; può infiammarsi.
- H260 – A contatto con l'acqua libera gas infiammabili che possono infiammarsi spontaneamente.
- H261 – A contatto con l'acqua libera gas infiammabili.
- H270 – Può provocare o aggravare un incendio; comburente.
- H271 – Può provocare un incendio o un'esplosione; molto comburente.
- H272 – Può aggravare un incendio; comburente.
- H280 – Contiene gas sotto pressione; può esplodere se riscaldato.
- H281 – Contiene gas refrigerato; può provocare ustioni o lesioni criogeniche.
- H290 – Può essere corrosivo per i metallieri.

### Pericoli per la salute
- H300 – Letale se assimilato.
- H301 – Tossico se ingerito.
- H302 – Nocivo per ingestione.
- H303 – Può essere nocivo in caso di ingestione.
- H304 – Può essere letale in caso di ingestione e di penetrazione nelle vie respiratorie.
- H305 – È nocivo in caso di ingestione e di penetrazione nelle vie respiratorie.
- H310 – Letale per contatto con la pelle.
- H311 – Tossico per contatto con la pelle.
- H312 – Nocivo per contatto con la pelle.
- H313 – Può essere nocivo per contatto con la pelle.
- H314 – Provoca gravi ustioni cutanee e gravi lesioni oculari.
- H315 – Provoca irritazione cutanea.
- H316 – Provoca una lieve irritazione cutanea.
- H317 – Può provocare una reazione allergica cutanea.
- H318 – Provoca gravi lesioni oculari.
- H319 – Provoca grave irritazione oculare.
- H320 – Provoca irritazione oculare.
- H330 – Letale se inalato.
- H331 – Tossico se inalato.
- H332 – Nocivo se inalato.
- H333 – Può essere nocivo se inalato.
- H334 – Può provocare sintomi allergici o asmatici o difficoltà respiratorie se inalato.
- H335 – Può irritare le vie respiratorie.
- H336 – Può provocare sonnolenza o vertigini.
- H340 – Può provocare alterazioni genetiche.
- H341 – Sospettato di provocare alterazioni genetiche.
- H350 – Può provocare il cancro.
- H351 – Sospettato di provocare il cancro.
- H360 – Può nuocere alla fertilità o al feto.
- H361 – Sospettato di nuocere alla fertilità o al feto.
- H362 – Può essere nocivo per i lattanti allattati al seno.
- H370 – Provoca danni agli organi.
- H371 – Può provocare danni agli organi.
- H372 – Provoca danni agli organi in caso di esposizione prolungata o ripetuta.
- H373 – Può provocare danni agli organi in caso di esposizione prolungata o ripetuta.

#### Codici supplementari
- H350i – Può provocare il cancro se inalato.
- H360F – Può nuocere alla fertilità.
- H360D – Può nuocere al feto.
- H361f – Sospettato di nuocere alla fertilità.
- H361d – Sospettato di nuocere al feto.
- H360FD – Può nuocere alla fertilità. Può nuocere al feto.
- H361fd – Sospettato di nuocere alla fertilità. Sospettato di nuocere al feto.
- H360Fd – Può nuocere alla fertilità. Sospettato di nuocere al feto.
- H360Df – Può nuocere al feto. Sospettato di nuocere alla fertilità.

### Pericoli per l'ambiente
- H400 – Molto tossico per gli organismi acquatici.
- H401 – Tossico per gli organismi acquatici.
- H402 – Nocivo per gli organismi acquatici.
- H410 – Molto tossico per gli organismi acquatici con effetti di lunga durata.
- H411 – Tossico per gli organismi acquatici con effetti di lunga durata.
- H412 – Nocivo per gli organismi acquatici con effetti di lunga durata.
- H413 – Può essere nocivo per gli organismi acquatici con effetti di lunga durata.
- H420 – Nuoce alla salute pubblica e all'ambiente distruggendo l'ozono dello strato superiore dell'atmosfera.

### Informazioni supplementari sui pericoli

#### Proprietà fisiche
- EUH 001 – Esplosivo allo stato secco.
- EUH 006 – Esplosivo a contatto o senza contatto con l'aria. [Soppresso da Regolamento (UE) n. 487/2013 della Commissione dell’8 maggio 2013]
- EUH 014 – Reagisce violentemente con l'acqua.
- EUH 018 – Durante l'uso può formarsi una miscela vapore – aria esplosiva/infiammabile.
- EUH 019 – Può formare perossidi esplosivi.
- EUH 044 – Rischio di esplosione per riscaldamento in ambiente confinato.

#### Proprietà pericolose per la salute
- EUH 029 – A contatto con l'acqua libera un gas tossico.
- EUH 031 – A contatto con acidi libera gas tossici.
- EUH 032 – A contatto con acidi libera gas molto tossici.
- EUH 066 – L'esposizione ripetuta può provocare secchezza o screpolature della pelle.
- EUH 071 - Corrosivo per le vie respiratorie.

#### Proprietà pericolose per l'ambiente
- EUH 059 – Pericoloso per lo strato di ozono.

### Elementi dell'etichetta e informazioni supplementari per talune sostanze e miscele
- EUH 201 – Contiene piombo. Non utilizzare su oggetti che possono essere masticati o succhiati dai bambini.
- EUH 201A – Attenzione! Contiene piombo.
- EUH 202 – Cianoacrilato. Pericolo. Incolla la pelle e gli occhi in pochi secondi. Tenere fuori dalla portata dei bambini.
- EUH 203 – Contiene cromo(VI). Può provocare una reazione allergica.
- EUH 204 – Contiene isocianati. Può provocare una reazione allergica.
- EUH 205 – Contiene componenti epossidici. Può provocare una reazione allergica.
- EUH 206 – Attenzione! Non utilizzare in combinazione con altri prodotti. Possono liberarsi gas pericolosi (cloro).
- EUH 207 – Attenzione! Contiene cadmio. Durante l'uso si sviluppano fumi pericolosi. Leggere le informazioni fornite dal fabbricante. Rispettare le disposizioni di sicurezza.
- EUH 208 – Contiene <denominazione della sostanza sensibilizzante>. Può provocare una reazione allergica.
- EUH 209 – Può diventare facilmente infiammabile durante l'uso.
- EUH 209A – Può diventare infiammabile durante l'uso.
- EUH 210 – Scheda dati di sicurezza disponibile su richiesta.
- EUH 211 – Attenzione! In caso di vaporizzazione possono formarsi goccioline respirabili pericolose. Non respirare i vapori o le nebbie.
- EUH 212 – Attenzione! In caso di utilizzo possono formarsi polveri respirabili pericolose. Non respirare le polveri.
- EUH 401 – Per evitare rischi per la salute umana e per l'ambiente, seguire le istruzioni per l'uso.